# Ekaterina
Ekaterina is een meisjesnaam en een alternatieve transliteratie van Jekaterina, de Russische vorm van Catharina. Bekende vleivormen zijn Katja en Katjoesja.

## Bekende naamdragers

### Sport
- Jekaterina Abramova (geboren 1982), Russisch schaatser
- Jekaterina Andrjoesjina (geboren 1985), Russisch handbalspeler
- Jekaterina Bytsjkova (geboren 1985), Russisch tennisspeelster
- Ekaterina Dafovska (geboren 1975), Bulgaars biatleet
- Katsjarina Dzehalevitsj (geboren 1986), Wit-Russisch tennisspeelster
- Ekaterina Gordeeva (geboren 1971), Russisch Olympisch kampioen en wereldkampioen kunstschaatsen
- Jekaterina Jefremenkova (geboren 1997), Russisch shorttracker
- Ekaterina Karsten (geboren 1972), Wit-Russisch roeier
- Jekaterina Lobysheva (geboren 1985), Russisch schaatser
- Jekaterina Makarova (geboren 1988), Russisch tennisspeelster
- Jekaterina Podkopajeva (geboren 1952), middellangeafstandsloper die de USSR en later Rusland vertegenwoordigde
- Ekaterina Shatnaya (geboren 1979), atleet uit Kazachstan
- Jekaterina Aleksandrovskaja (geboren 2000), Russisch-Australische kunstschaatser

### Politiek
- Ekaterina Svanidze (1880-1907), Georgische eerste echtgenote van Joseph Stalin
- Ekaterina Zakharieva (geboren 1975), Bulgaars politicus en minister in diverse kabinetten

### Overig
- Jekaterina Korboet, Russisch schaakgrootmeester
- Ekaterina Polovnikova-Atalık (geboren 1982), Russisch-Turks schaakgrootmeester
- Ekaterina Trendafilova (geboren 1953), Bulgaars rechtsgeleerde en voormalig rechter van het Internationale Strafhof
- Ekaterina Mikhailovna Andreeva (1941-2008),  Oezbeeks arachnoloog